# Boisgervilly
Boisgervilly (bret. Koad-Yarnvili) – miejscowość i gmina we Francji, w regionie Bretania, w departamencie Ille-et-Vilaine.
Według danych na rok 1990 gminę zamieszkiwały 1174 osoby, a gęstość zaludnienia wynosiła 59 osób/km² (wśród 1269 gmin Bretanii Boisgervilly plasuje się na 516. miejscu pod względem liczby ludności, natomiast pod względem powierzchni na miejscu 503.).